# Cabañas de la Sagra
Cabañas de la Sagra ist ein Ort und eine zentralspanische Gemeinde (municipio) mit 2.137 Einwohnern (Stand: 2024) in der Provinz Toledo im Norden der Autonomen Gemeinschaft Kastilien-La Mancha. 

## Lage und Klima
Cabañas de la Sagra liegt etwa 65 km (Fahrtstrecke) südsüdwestlich von Madrid und etwa 15 Kilometer nordnordöstlich von Toledo in der historischen Provinz La Mancha in einer Höhe von ca. 555 m. Durch die Gemeinde führt die Autovía A-42. 
Das Klima im Winter ist rau, im Sommer dagegen trocken und warm; der spärliche Regen (ca. 447 mm/Jahr) fällt überwiegend in den Wintermonaten.

## Bevölkerungsentwicklung
| Jahr      | 1970 | 1981 | 1991 | 2001 | 2011 | 2021 |
| Einwohner | 882  | 876  | 953  | 1287 | 1968 | 1955 |

Trotz der zunehmenden Mechanisierung der Landwirtschaft und der Aufgabe bäuerlicher Kleinbetriebe ist die Bevölkerung – hauptsächlich durch Zuwanderung – seit den 2000er Jahren deutlich angestiegen.

## Sehenswürdigkeiten
- Himmelfahrtskirche (Iglesia de Nuestra Señora de la Asunción.)
- Rathaus

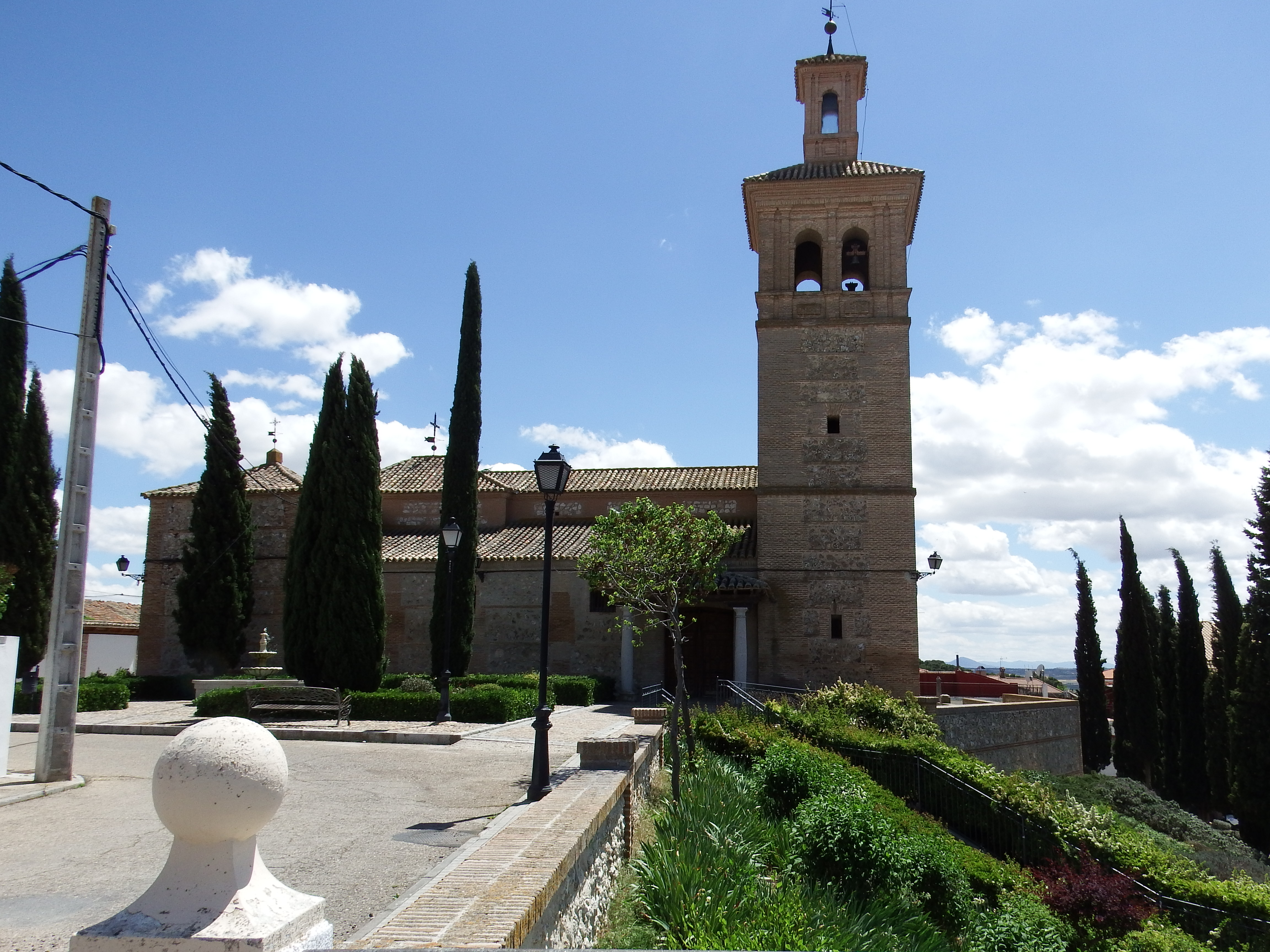
Himmelfahrtskirche
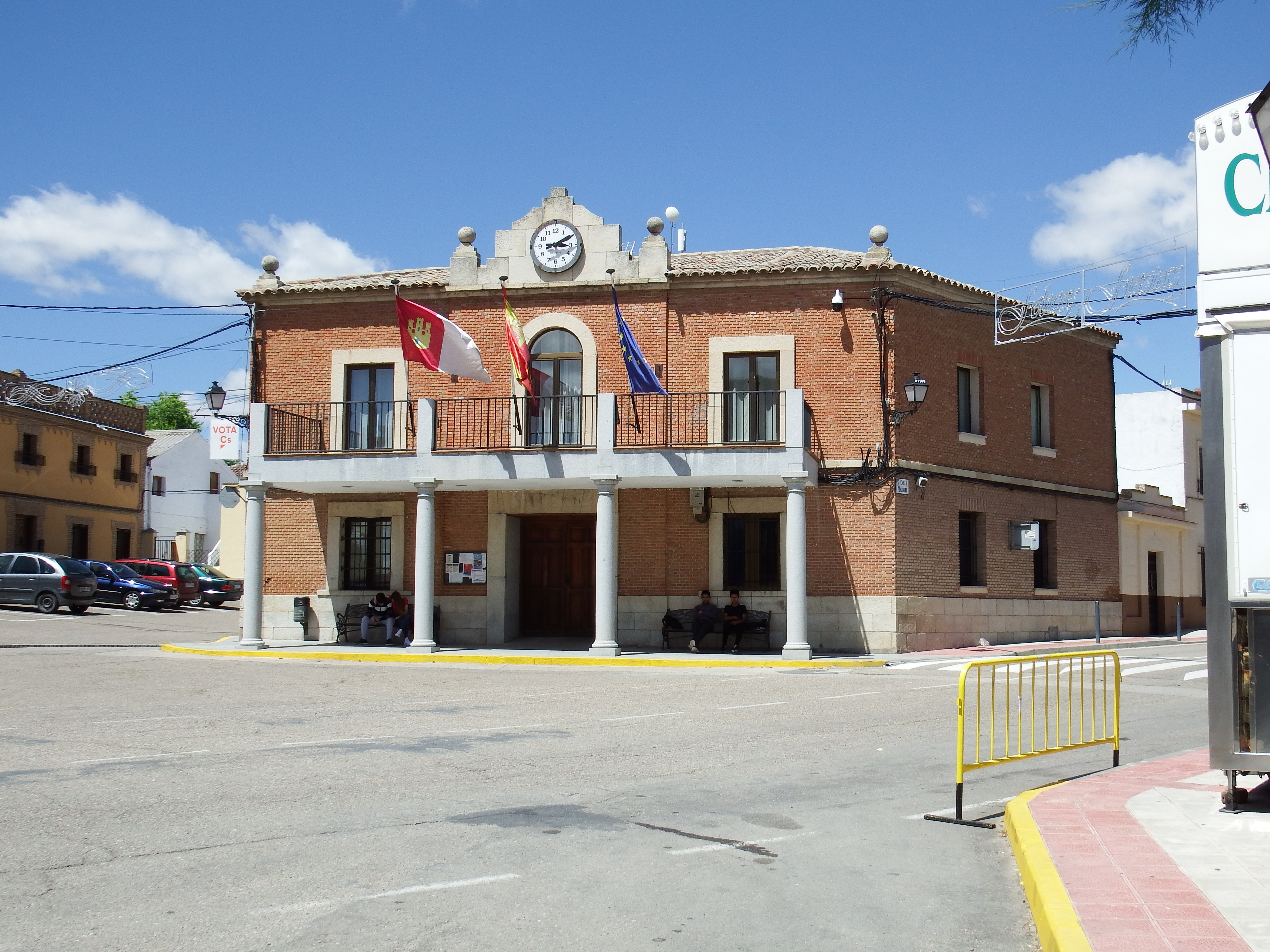
Rathaus